# Saint-Romphaire
Saint-Romphaire foi uma comuna francesa na região administrativa da Normandia, no departamento Mancha. Estendia-se por uma área de 9,97 km². Em 2010 a comuna tinha 744 habitantes (densidade: 74,6 hab./km²).
Em 1 de janeiro de 2016, passou a formar parte da nova comuna de Bourgvallées.